# Алапаевск
Алапа́евск — город областного подчинения в Свердловской области России. Административный центр муниципального образования город Алапаевск со статусом муниципального округа.
Алапаевск также является административным центром Алапаевского района и муниципального образования Алапаевского, в состав которых не входит.
Берёт своё начало с деревни Алапаихи, основанной в 1639 году на берегу одноимённой реки, вблизи её устья при впадении в реку Нейву. В 1781 году по указу императрицы Екатерины II Алапаевск получил статус города, став центром Алапаевского уезда Пермской губернии. В 1783 году город получил свой первый герб.

## География
Алапаевск расположен на восточном склоне Среднего Урала, на реке Нейве (бассейн Оби), при впадении в неё реки Алапаихи, в центре Свердловской области, в 146 километрах к северо-востоку от областного центра — города Екатеринбурга, в 1847 километрах от города Москвы и 2483 километрах от города Санкт-Петербурга. Является узлом железных дорог Нижний Тагил — Алапаевск — Егоршино — Каменск-Уральский и Серов — Алапаевск, а также автомобильных дорог регионального значения 65К-3504000 Екатеринбург — Реж — Алапаевск, 65К-5501000 Нижняя Салда — Алапаевск.

### Климат
Климат близок к умеренно холодному, со значительным количеством осадков в течение года, даже в сухие месяца. Средняя температура воздуха: +1.9 °C. Среднегодовая норма осадков: 496 мм.
Самый сухой месяц: март, с 15 мм осадков. Наибольшее количество осадков выпадает в июле, в среднем 89 мм.
Июль является самым тёплым месяцем года, температура в среднем +18.7 °C. Январь имеет самую низкую среднюю температуру года: −15.6 °C.

## История
Первое упоминание о поселении на реке Алапаихе в 1639 году связано с верхотурским сыном боярским Андреем Миропольцевым. В 1696 году в окрестностях Алапаихи на реке Нейве была обнаружена железная руда. В 1702 году на реке Алапаихе начато строительство казённого железоделательного завода. С этого момента деревня Алапаиха стала заводским посёлком.
В 1781 году был образован Алапаевский уезд, центром которого стал Алапаевск, получивший дарованный Екатериной Великой статус города. В 1783 году был утверждён первый герб города. 12 декабря 1796 года в ходе нового разделения России на губернии, Алапаевский уезд был ликвидирован, город Алапаевск получил статус заштатного города Пермской губернии.
9 сентября 1941 года решением Свердловского облисполкома Алапаевск получил статус города областного подчинения.
1 февраля 1963 года Алапаевский городской Совет депутатов трудящихся передан в подчинение Свердловскому областному (промышленному) Совету депутатов трудящихся, после упразднения деления на промышленные и сельские органы власти вернулся в подчинение Свердловского областного совета депутатов трудящихся.

### Алапаевские мученики
С 20 мая 1918 года в Алапаевске в Напольной школе содержались, а в ночь с 17 на 18 июля были убиты члены императорской семьи Романовых: великий князь Сергей Михайлович, великая княгиня Елизавета Фёдоровна, князья императорской крови Константин Константинович, Иоанн Константинович, Игорь Константинович, князь Владимир Палей, Фёдор Ремез, управляющий делами великого князя Сергея Михайловича и Варвара (Яковлева), келейница Елизаветы Фёдоровны.
В 18 километрах от Алапаевска, на руднике Нижняя Селимская, они были сброшены в шахту и закиданы гранатами. В 1995 году на этом месте был учреждён мужской монастырь во имя Новомучеников и исповедников Церкви Русской.

### Исторические названия улиц
С приходом к власти большевиков в Алапаевске была переименована большая часть дореволюционных названий улиц.
| Дореволюционные названия   | Современные (советские) названия |
| -------------------------- | -------------------------------- |
| Большая Алексеевская улица | Ленина                           |
| Загородная улица           | Чернышёва                        |
| Синячихинская улица        | Красной Армии                    |
| Торговая улица             | Чайковского                      |
| Западная улица             | Ефима Соловьёва                  |
| Заводская улица            | Кирова                           |
| Екатерининская улица       | Фрунзе                           |
| Соболевская улица          | Братьев Смольниковых             |
| Набережная улица           | Павлова                          |
| Пушкинская улица           | Пушкина                          |
| Госпитальная улица         | Веры Шляпиной                    |
| Ирбитская улица            | Софьи Перовской                  |
| Богадельная улица          | Братьев Серебряковых             |
| Сусанинская улица          | Братьев Останиных                |
| Конюшенная улица           | Павла Абрамова                   |
| Протопоповская улица       | Розы Люксембург                  |
| Загородная улица           | Перминова                        |
| Кокуйская улица            | Володарского                     |
| Новая улица                | Урицкого                         |
| Барабинская улица          | Первых Советов                   |
| Зелёная улица              | Защиты                           |
| Шайтанская улица           | Тюрикова                         |
| Орловская улица            | Красных Орлов                    |
| Вогульская улица           | Колногорова                      |
| 1-я Рудничная улица        | Егора Сычёва                     |
| 2-я Рудничная улица        | Герцена                          |
| 3-я Рудничная улица        | Юных Героев                      |

## Население
На 1 января 2025 года по численности населения город находился на 425-м месте из 1124 городов Российской Федерации.
| 1856    | 1897    | 1931    | 1939    | 1959    | 1962    | 1967    | 1970    | 1973    |
| ------- | ------- | ------- | ------- | ------- | ------- | ------- | ------- | ------- |
| 5100    | ↗8600   | ↗22 400 | ↗25 000 | ↗47 103 | ↗50 000 | ↘49 000 | ↗52 111 | ↘52 000 |
| 1976    | 1979    | 1986    | 1987    | 1989    | 1992    | 1996    | 1998    | 2000    |
| →52 000 | ↘49 848 | ↗51 000 | →51 000 | ↘50 060 | ↗50 200 | ↘48 900 | ↘48 200 | ↘47 600 |
| 2001    | 2002    | 2003    | 2005    | 2006    | 2007    | 2008    | 2009    | 2010    |
| ↘47 100 | ↘44 263 | ↗44 300 | ↘43 300 | ↘42 900 | ↘42 700 | ↘42 500 | ↘42 191 | ↘38 192 |
| 2011    | 2012    | 2013    | 2014    | 2015    | 2016    | 2017    | 2018    | 2019    |
| ↗38 200 | ↘38 065 | ↘37 952 | ↘37 894 | ↘37 857 | ↘37 739 | ↘37 653 | ↘37 526 | ↘37 219 |
| 2020    | 2021    | 2023    |         |         |         |         |         |         |
| ↘37 131 | ↘36 189 | ↘35 972 |         |         |         |         |         |         |

## Экономика
Действующие предприятия
- Стройдормаш,
- Алапаевский деревообрабатывающий завод,
- Алапаевский молочный комбинат.

Ликвидированные предприятия
- Алапаевский станкостроительный завод. Принят в эксплуатацию 3 января 1943 года. Один из крупнейших в СССР заводов по производству металлообрабатывающих станков[27]. Признан банкротом в 2014 году.
- Алапаевский металлургический завод. Признан банкротом в 2019 году.

## Достопримечательности

### Алапаевский металлургический завод
Сегодня в центре Алапаевска сохранились руины старого металлургического центра. Это полуразрушенное здание молотового цеха, построенного предположительно в 1704 году, что делает здание цеха старейшим на Среднем Урале каменным строением.

### Музеи
На Алапаевском заводе работал И. Е. Сафонов, изобретатель первой в России гидротурбины. В его доме по адресу ул. Розы Люксембург, 30 располагается Алапаевский краеведческий музей. Здание было отреставрировано в 2018 году.
В начале XX века Алапаевск вошёл в историю как город, где 8 марта 1905 года был создан первый в России совет рабочих депутатов. До наших дней сохранилось здание по адресу: ул. Ленина, 18, связанное с деятельностью этой организации.
В Алапаевске часть своего детства провёл П. И. Чайковский. Исследователи связывают многие произведения композитора с влиянием алапаевского периода его жизни. В доме, где жили Чайковские, создан музей детства композитора (ул. Ленина, 30). Во второй части музея собрана коллекция музыкальных инструментов (три зала).

### Храмы
Старинный Свято-Троицкий собор (ул. Чайковского, 19) — первый на Среднем Урале каменный храм. Был построен в 1702 году на средства прихожан. Он был перестроен в первой половине XIX века. К празднованию своего 300-летия собор был реставрирован на средства прихожан. Помощь в организации реставрации оказал И. Д. Самойлов. Рядом с храмом расположена Соборная площадь, на которую выходит Господский дом.
Екатерининская церковь находится по адресу: ул. Перминова, 1. Храм действовал на протяжении всего XX века.
До революции в Алапаевске находился каменный православный собор Александра Невского, разрушенный в советские годы. Сейчас на его месте находится площадь Революции. В 2021 году начаты работы по строительству храма Александра Невского в непосредственной близости от его исторического местоположения. В 2024 году храм открыт для прихожан.

## Транспорт

### Железнодорожный транспорт
Станция Алапаевск — железнодорожный узел направлений в Нижний Тагил, Серов и Каменск-Уральский. Пригородными поездами связан с Екатеринбургом, Нижним Тагилом, Серовом, Сосьвой и Артёмовским. Линии на всех направлениях однопутные. На Нижний Тагил и Каменск-Уральский пути электрифицированные, в направлении на Серов действует тепловозная тяга. Помимо пригородных поездов, между Алапаевском и Нижним Тагилом курсирует рельсовый автобус.

### Алапаевская узкоколейная железная дорога
Алапаевская узкоколейная железная дорога (АУЖД) — одна из крупнейших узкоколейных железных дорог с колеёй 750 мм на территории России, бывшего СССР и всего мира. В Алапаевске находятся депо, обслуживающее подвижной состав узкоколейки и пассажирская станция Алапаевск-2. На территории депо АУЖД открыт музей железной дороги.
- Виды АУЖД
- Депо в Алапаевске
- Панорама на дорогу
- Мост через реку Кыртомку
- Поезд, идущий через Верхнюю Синячиху
- Станция в Муратково
- Мост в Муратково

### Автотранспорт
Работает городское и пригородное автобусное сообщение. Есть небольшой автовокзал. До города Алапаевска можно добраться на междугородном автобусе из Екатеринбурга, Нижнего Тагила и окрестных городов. На городских маршрутах ходят автобусы малой вместимости.

##### Маршруты городского автобусного сообщения
- № 1 Центральная городская больница — Рабочий городок;
- № 2 Центральная городская больница — посёлок Западный;
- № 3 Центральная городская больница — ул. Пионеров — Нейво-Алапаиха;
- № 4 Сангородок — ул. Мужества;
- № 6 Центральная городская больница — площадь Победы — Рабочий городок;
- № 7 Центральная городская больница — район завода «Стройдормаш» — район Станкозавода — Центральная городская больница;
- № 8 Центральная городская больница — район Станкозавода — район завода «Стройдормаш» — Центральная городская больница;
- № 9 Центральная городская больница — Сангородок

## Экология
По результатам наблюдений в 2018 году, показатель загрязнения атмосферного воздуха превышал допустимые нормы, но не являлся критическим для населения.
Объём водопользования МУП «Алапаевский водоканал» на 2018 год составил 1,97 млн кубометров. В этом же году в Алапаевске наблюдалось превышение среднеобластного значения процента неудовлетворительных проб в распределительной сети по микробиологическим показателям.
Угрозу обеспечению экологической безопасности Алапаевска представляют загрязнение и захламление территорий лесов, пойм рек и обочин дорог несанкционированными свалками

## Образование
| Школы - Средняя общеобразовательная школа № 1; - Средняя общеобразовательная школа № 2; - Средняя общеобразовательная школа № 4; - Средняя общеобразовательная школа № 5; - Начальная школа средней общеобразовательной школы № 5; - Средняя общеобразовательная школа № 10; - Средняя общеобразовательная школа № 12; - Начальная школа, филиал средней общеобразовательной школы № 12; - Средняя общеобразовательная школа № 15; - Вечерняя общеобразовательная школа; - Детская школа искусств имени П. И. Чайковского; - Отделение детской школы искусств имени П. И. Чайковского (бывшая школа № 3); - Художественное отделение детской школы искусств имени П. И. Чайковского; - Специальная (коррекционная) общеобразовательная школа-интернат; - ГКОУ СО "Детский дом «Созвездие». | Учебные заведения - Алапаевский многопрофильный техникум; - Алапаевский центр медицинского образования Нижнетагильского филиала ГБОУ СПО «Свердловский областной медицинский колледж»; - Алапаевский филиал Уральского промышленно-экономического техникума. |

## Средства массовой информации

### Печатные издания
- «Алапаевская газета»;
- «Алапаевская искра»;

### Телевидение
Эфирное аналоговое телевидение полностью прекратило вещание 1 сентября 2019 года. Эфирное цифровое телевидение DVB-T2 транслируется на 31 и 56 дециметровых телеканалах (20 телеканалов и 3 радиостанции). DVB-T прекратило вещание в городе 1 февраля 2015 года. Работает кабельное телевидение (40 телеканалов). Три провайдера предоставляют услуги IPTV.

### Радиостанции
| Частота МГц | Название                       | RDS | Формат                                | Мощн., кВт | Телецентр                                           | Время            |
| ----------- | ------------------------------ | --- | ------------------------------------- | ---------- | --------------------------------------------------- | ---------------- |
| 96,40       | ПЛАН Уральская станция         |     |                                       | 0,25       | ул. Ленина                                          | Круглосуточно    |
| 97,30       | «Маруся FM»                    | +   | русская поп-музыка                    | 0,1        | ул. П.Морозова, 16                                  | Круглосуточно    |
| 98,10       | (ПЛАН) «L Радио»               |     | Электронная музыка                    | 0,1        | ул. Алексея Харлова                                 | Круглосуточно    |
| 98,60       | (ПЛАН) «Хит FM»                |     | Поп-музыка                            | 0,1        | ул. Алексея Харлова                                 | Круглосуточно    |
| 99,00       | «Авторадио»                    | +   | Поп-музыка/новости                    | 0,1        | ул. Лермонтова, 10                                  | Круглосуточно    |
| 100,20      | «Домашнее радио»               | +   | Музыкально-информационный             | 0,1        | офис по ул. Фрунзе / мачта по ул. Харлова           | Круглосуточно    |
| 101,10      | «Радио России» / «Радио Урала» | -   | Новости/разговорное радио             | 0,1        | ул. П. Морозова, 16                                 | с 05:00 до 01:00 |
| 101,80      | «Русское Радио» / «Радио Шатл» | -   | Новости/русская поп музыка            | 0,1        | офис, ул. Коробкина, 14 / мачта, Московская ул., 7а | Круглосуточно    |
| 103,10      | «Волна FM»                     | +   | Современная поп музыка/клубная музыка | 0,1        | ул. П. Морозова, 16                                 | Круглосуточно    |
| 104,60      | «Радио Воскресенье»            | -   | Православное радио                    | 0,1        | ул. П. Морозова, 16                                 | Круглосуточно    |
| 106,30      | «Новое радио»                  | +   | Поп-музыка                            | 0,1        | ул. Лермонтова, 10                                  | Круглосуточно    |

## Галерея
- Дворец культуры
- Особняк, ул. Красной Армии, 9
- Здание низшего ремесленного училища (ул. Павлова, 41)
- Мост через реку Нейву на улице Ленина
- Мост через реку Нейву на Северо-Восточной улице
- Железнодорожный мост через реку Нейву, за ним устье реки Алапаихи
- На ближнем плане перекрёсток улиц Ленина и Пушкина